# Heraclides anchisiades
Heraclides anchisiades (denominada popularmente, em inglês, de Ruby-spotted Swallowtail ou Red-spotted Swallowtail e, em português, no Brasil, de Rosa-de-luto;[carece de fontes?]com suas lagartas denominadas Bicho-de-rumo) é uma borboleta neotropical da família Papilionidae e subfamília Papilioninae, encontrada do sul dos Estados Unidos (no Texas) e do México até o Paraguai e Argentina. Foi classificada por Eugenius Johann Christoph Esper, com a denominação de Papilio anchisiades, em 1788. Suas lagartas se alimentam de diversas espécies e gêneros de plantas da família Rutaceae (incluindo gêneros Citrus e Ruta).

## Descrição
Esta espécie possui asas com envergadura entre 8 e 10 centímetros  e sem grande dimorfismo sexual entre o macho e a fêmea. Ambos apresentam coloração negra nas quatro asas; translúcida na metade anterior das asas anteriores, com ou sem mancha branca. Apresentam manchas vermelhas ou róseas nas asas posteriores, agrupadas em uma área moderadamente central, imitando mimeticamente borboletas do gênero Parides, como Parides anchises. Possuem ondulação na borda das asas posteriores e um par de caudas discretas, por vezes aparentando ter caudas múltiplas de dimensões similares. O lado de baixo difere por apresentar pontuações vermelhas na borda de toda a asa posterior e por apresentar coloração mais pálida.

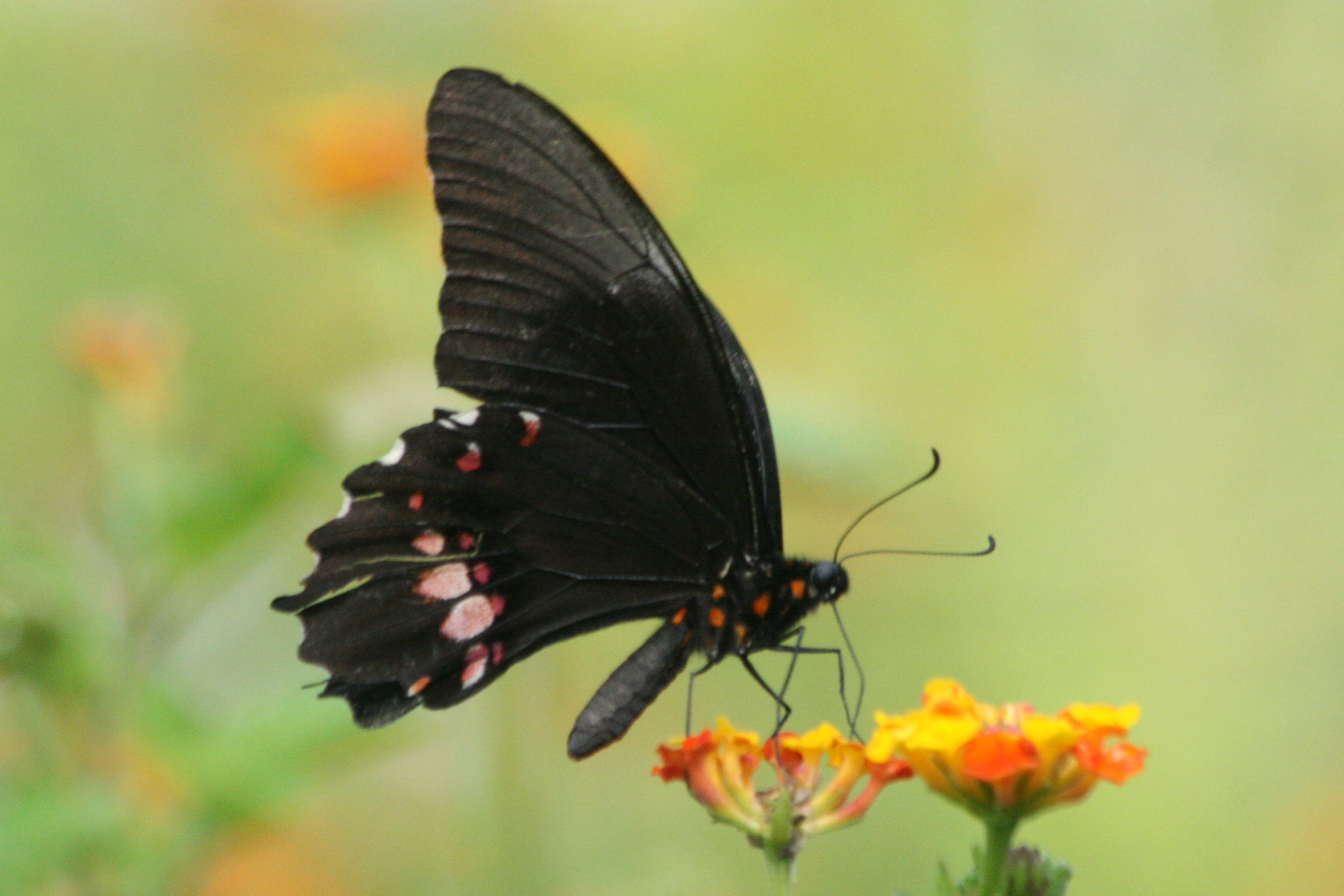
Vista inferior de H. anchisiades, subespécie idaeus, pousada sobre uma flor de Lantana.

## Hábitos
As borboletas são avistadas visitando flores, das quais se alimentam do néctar. Voam rápido e desordenado, chegando às vezes a grandes alturas e podendo ser encontradas em diversos habitats, como em floresta primária e floresta secundária; mas também comumente em ambiente antrópico como em pastos e cidades, onde são encontrados pomares, parques, praças e jardins em altitudes entre zero e 1.400 metros. Os machos são vistos frequentemente em praias de rios ou em faixas úmidas do solo, onde possam sugar substâncias minerais. Às vezes eles são vistos individualmente, mas é mais frequente avistá-los em um pequeno grupo com outras espécies de borboletas.

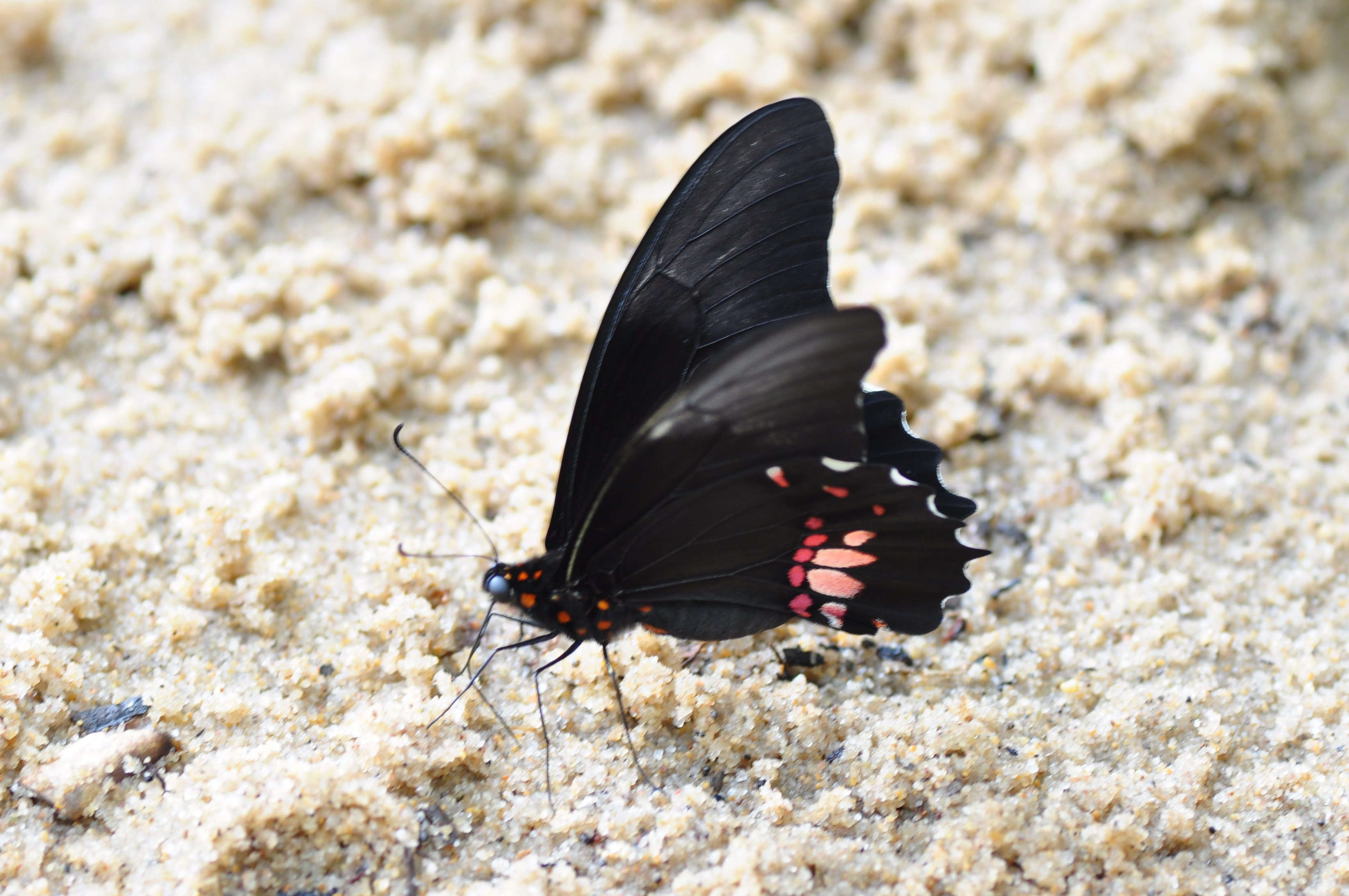
H. anchisiades, subespécie idaeus, retirando substâncias minerais do solo.

## Planta-alimento, ovo, lagarta e crisálida
Heraclides anchisiades se alimenta de diversas espécies e gêneros de plantas da família Rutaceae, em sua fase larval: Citrus aurantium, Citrus limon, Citrus reticulata, Citrus sinensis (gênero Citrus), Casimiroa edulis (gênero Casimiroa), Choisya dumosa (gênero Choisya), Ruta graveolens (gênero Ruta), Zanthoxylum fagara, Zanthoxylum americanum, Zanthoxylum caribaeum, Zanthoxylum clava-herculis e Zanthoxylum rhoifolium (gênero Zanthoxylum). A postura dos ovos, quase uma centena, geralmente ocorre sobre as folhas.[carece de fontes?] Suas lagartas, quando eclodidas, são pragas desfolhadoras de culturas de Citrus; de coloração pardo-azeitonada, com manchas mais claras, assemelhando-se a excrementos de pássaros. São gregárias até seu último ínstar e receberam o nome popular de Bicho-de-rumo, pois permanecem agrupadas no tronco da planta hospedeira, todas voltadas na mesma direção, durante o dia,[carece de fontes?] saindo à noite para se alimentarem. Elas colocam para fora um órgão amarelado com odor desagradável, em forma de "Y", na região frontal, quando incomodadas. Sua desfesa utiliza ácido isobutírico. A crisálida é castanha, com sua camuflagem imitando um galho seco. Ela fica suspensa para cima, por um par de fios.

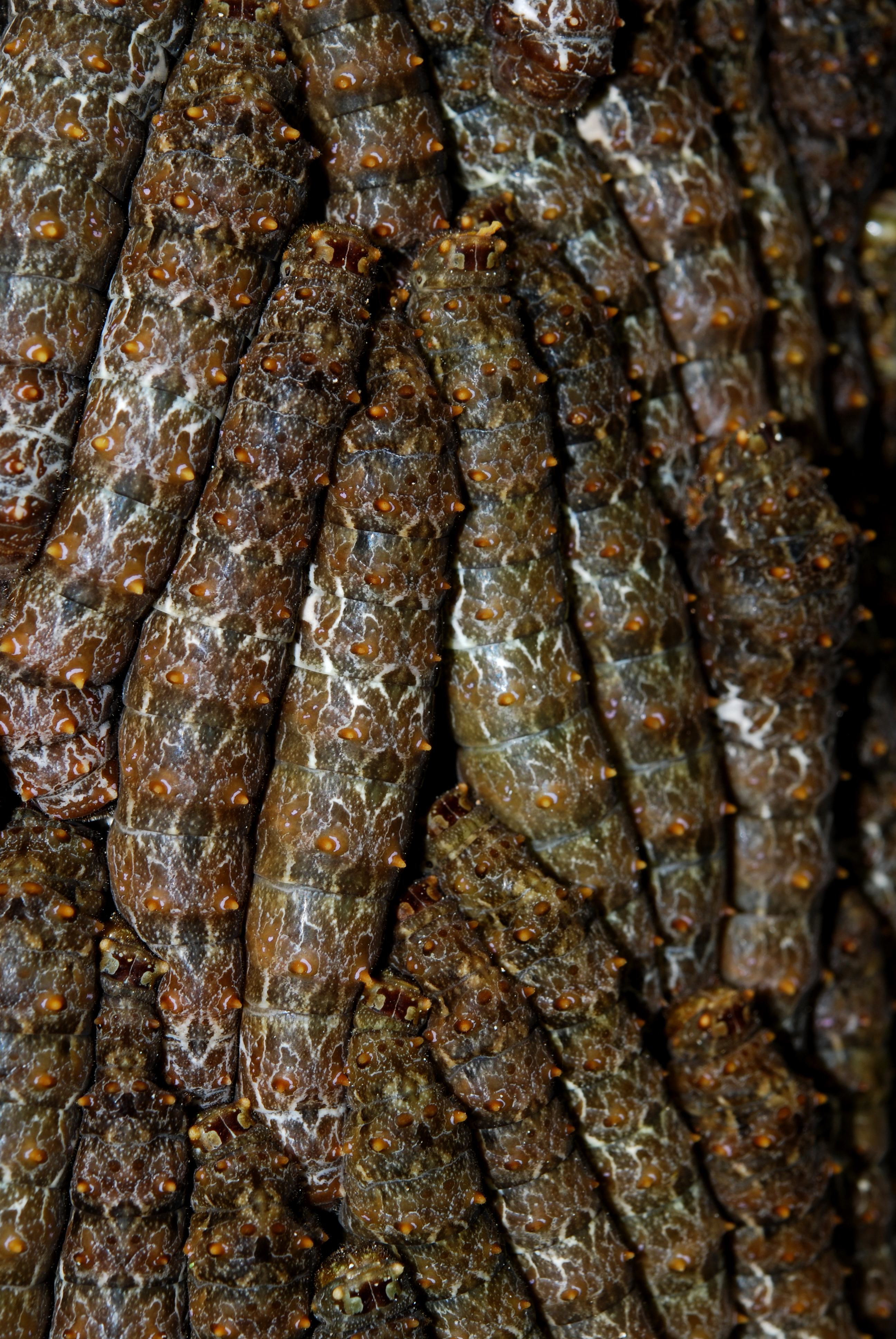
As lagartas gregárias de H. anchisiades receberam o nome popular de Bicho-de-rumo.

## Subespécies
H. anchisiades possui cinco subespécies:
- Heraclides anchisiades anchisiades - Descrita por Esper em 1788. Nativa do Peru, Colômbia, Venezuela e Guianas e região Norte[15] do Brasil.
- Heraclides anchisiades idaeus - Descrita por Fabricius em 1793. Nativa dos Estados Unidos (Texas), México e Panamá.[6][7][8]
- Heraclides anchisiades capys - Descrita por Hübner em 1809. Nativa da Bolívia, região Nordeste,[16] Sudeste, Centro-Oeste e Sul do Brasil, Argentina e Paraguai.[11]
- Heraclides anchisiades philastrius - Descrita por Fruhstorfer em 1915. Nativa de Trinidad.
- Heraclides anchisiades lamasi - Descrita por Brown em 1994. Nativa do Equador.